# Licaria guianensis
Espèce
Synonymes
Selon Tropicos (6 juin 2024)
- Acrodiclidium aubletii Kosterm.
- Licaria appelii (Mez) Kosterm.

Selon GBIF (6 juin 2024)
- Acrodiclidium appelii Mez
- Acrodiclidium aubletii Kosterm.
- Licaria appelii (Mez) Kosterm.
- Licaria aritu Ducke
- Licaria duartei C.K.Allen
- Licaria fluminensis Vattimo-Gil
- Misanteca appelii (Mez) Lundell
- Misanteca aritu (Ducke) Lundell
- Misanteca duartei (C.K.Allen) Lundell

Licaria guianensis est une espèce de plantes à fleurs de la famille des Lauraceae. C'est un arbre d'Amérique du sud. Il s'agit de l'espèce type du genre Licaria.

## Description
En 1955, Lemée propose la description suivante de Licaria guianensis :

« L. guyanensis Aubl. (Acrodiclidium Aubletii K osterm.). Petits rameaux grêles tomenteux-roussâtres ; feuilles de 0,05-0,13 sur 0,02-0,04 alternes, à pétiole de 0,01, elliptiques ou lancéolées, caudées-acuminées (acumen atteignant jusqu'à 15 mm.), à base brièvement aiguë, ehartacées, les adultes glabres luisantes en dessus, brunâtres et tomenteuses-soyeuses en dessous, côte saillante sur les 2 faces (plus en dessous), nervures primaires (3-4 paires) imprimées en dessus, saillantes en dessous, réticulation lâche ; paniüules axillaires tomenteuses-brunâtres ou rougeâtres, fleurs longues de 2 mm., jaunes, tomenteuses en dehors, segments glabres en dedans, étamines du troisième rang à filets poilus, glandes, basales petites foliacées, ovaire poilu ; baie de 15mm. sur 9, elllipsoïdaie, couverte sur 1/3 par la cupule hémisphérique subcylindrique mince à bord entier, pédicelle épais de 2 mm. au sommet. - Mana, Acarouany, camp Godebert (R. Benoist). »

— Albert Lemée, 1953.

## Répartition
Licaria guianensis est présent de la Colombie au Brésil.

## Écologie
L'écologie de Licaria guianensis est largement méconnue.

## Usages
On a analysé son huile essentielle.
Son bois sert à faire des canoës et des pagaies chez les Caicubi Caboclos.

## Protologue

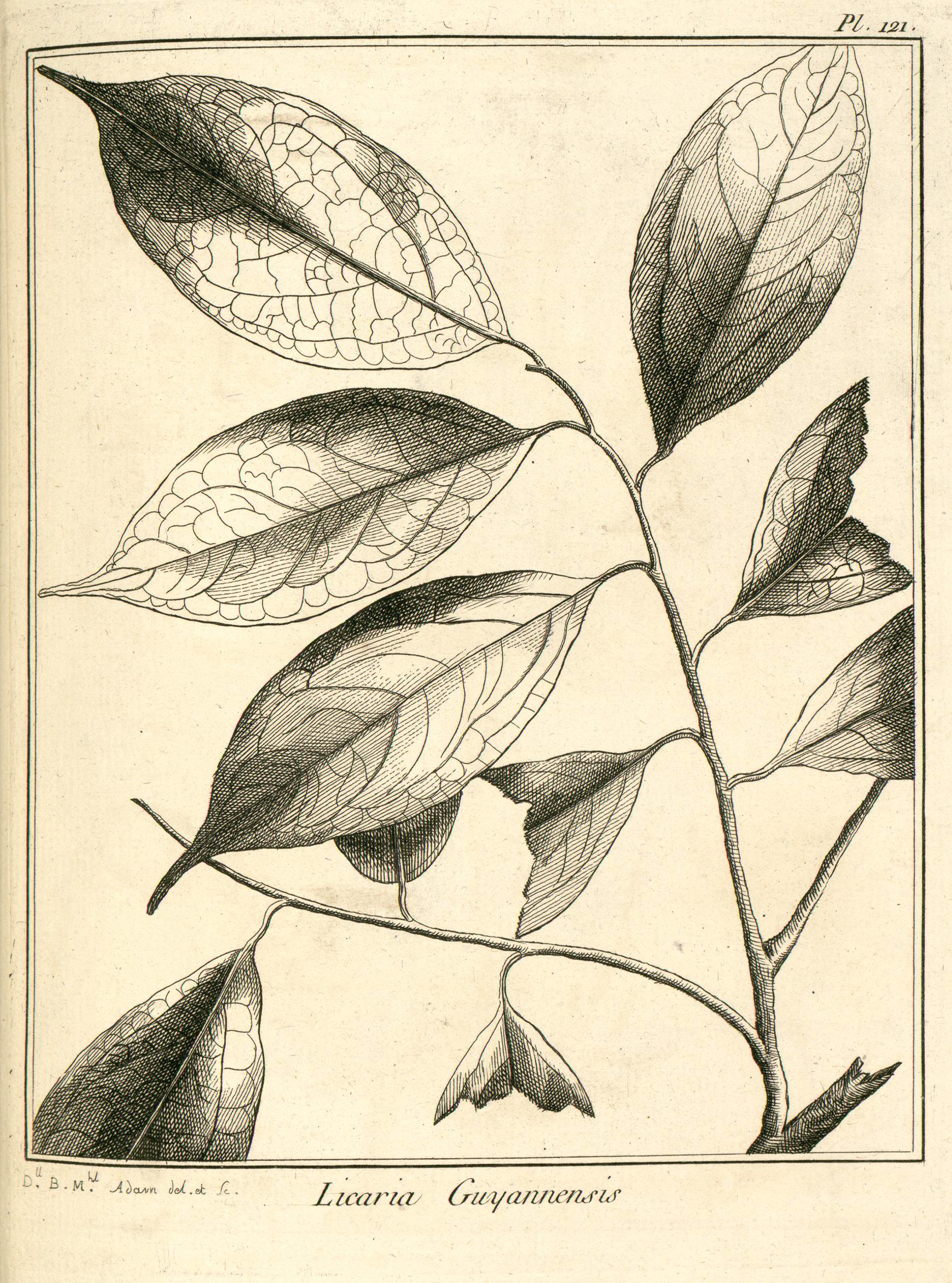
Licaria guianensis par Aublet (1775).

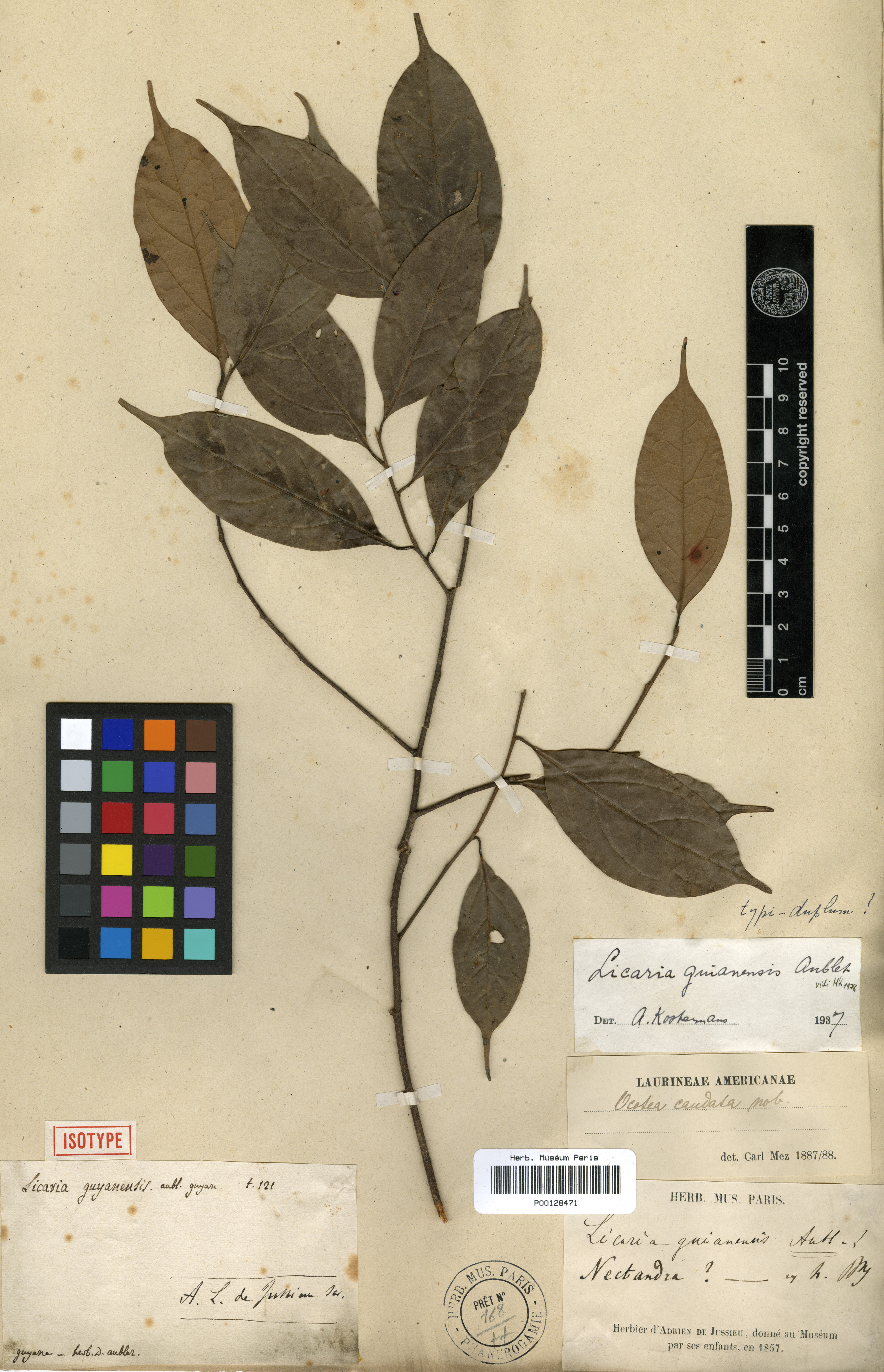
échantillon type de Licaria guianensis collecté par Aublet en Guyane.

En 1775, le botaniste Aublet a décrit Licaria guianensis et en a proposé le protologue suivant : 

« 1. LICARIA (guianenſis). (Tabula 121.)
Arbor trunco ſexaginta-pedali, in ſummitate ramoſo ; ramis rectis & declinatis, hinc & inde ſparſis. Folia alterna, ovata, acuminata, petiolata, glabra, integerrima.
Folia trita odorem aromacicum exhalant ; lignum vero odorem roſarum.
Flores & fructus deſiderantur.
Nomen Caribæum LICARI KANALI. Nomen Gallicum BOIS DE ROSE.

LE BOIS DE ROSE de Caïenne. (PLANCHE 121.)
Le tronc & Cet arbre dans les grandes forêts s'élève à cinquante ou ſoixante pieds, ſur trois pieds & plus de diamètre. Son écorce eſt ridée, gerſée & rouſſâtre. Son bois eſt jaunâtre & peu compacte. Il pouſſe à ſon ſommet de groſſes branches, les unes droites, & d'autres inclinées & preſque horiſontales. Elles ſont garnies d'une grande quantité de rameaux grêles, chargés & feuilles alternes, entières, liſſes, vertes, ovales, terminées par une longue pointe mouſſe. leur pédicule eſt court, convexe en deſſous, & creuſé en gouttiere en deſſus, elles ſont représentées de grandeur naturelle. 
Lorſque cet arbre croît à l'ombre dans les forêts, il eſt de moyenne grandeur. Alors ſon bois eſt moins compacte & moins jaunâtre, & dans cet état il a l'odeur de roſe, mais moins forte que celle du bois des vieux troncs. Ses feuilles ſont auſſi un peu aromatiques. Je n'ai pu obſerver ni les fleurs, ni les fruits de cet arbre, quoique j'en aie rencontré des pieds plus ou moins forts, en voyageant en différents quartiers de la Guiane. 
Cet arbre eſt nommé LICARI KANALI par les Galibis, & BOIS DE ROSE par les habitans [NB : en Guyane, le vrai "bois de rose" est Aniba rosaeodora]. lorſque cet arbre eſt très grand ils ne le reconnoiſſent pas, & alors ils lui donnent le nom de SARSAFFRAS. »

— Fusée-Aublet, 1775.